# Cryptopodia collifer
Cryptopodia collifer is een krabbensoort uit de familie van de Parthenopidae. De wetenschappelijke naam van de soort is voor het eerst geldig gepubliceerd in 1930 door Flipse.